# Mühlmatten
Das Natur- und Landschaftsschutzgebiet Mühlmatten westlich von Hochdorf bei Freiburg ist das größte Feuchtwiesengebiet in der Freiburger Bucht. Es wurde 1998 wegen seiner Bedeutung für bedrohte Arten unter Naturschutz gestellt. Das zentrale Naturschutzgebiet mit 40 Hektar ist von einem 17 Hektar großen Landschaftsschutzgebiet umgeben. Das Gebiet besteht aus kleineren bewaldeten Flächen und dem größten Anteil aus brachgefallenem Grünland das zum Feuchtgebiet wurde, dort sind Feuchtwiesen, Großseggenrieden, feuchten Hochstaudenfluren und Schilfröhricht. Im Frühling blüht dort die Sumpfdotterblume, gefolgt vom rotvioletten Blutweiderich, des Weiteren sind die Sumpf-Kratzdistel, Mädesüß, Seggen und Orchideen zu finden. An Tieren und Pflanzen sind viele nachgewiesen worden, davon stehen 67 auf der roten Liste. In dem Gebiet existiert eine Wechselkrötenpopulation, Baumfalken, Schwarzkehlchen, Sumpfschrecken und Zilpzalp haben erfolgreich gebrütet, Schwarzspecht, Teichrohrsänger, Großer Feuerfalter, Bergmolch und Gelbspötter wurden beobachtet.
Ursprünglich war das Gebiet im Flächennutzungsplan Freiburgs von 1980 zur Bebauung vorgesehen und die Stadt hatte schon 7,5 Millionen € investiert.

## Steckbrief
Das Gebiet wurde am 28. Januar 1998 als Naturschutzgebiet ausgewiesen und wird beim Regierungspräsidium Freiburg unter der Schutzgebietsnummer 3.246 geführt. Es hat eine Fläche von 40 Hektar. Dazu gehört das Landschaftsschutzgebiet mit der Kennzeichnung 3.15.029 und einer Größe von 17 Hektar. Als Schutzzweck ist folgendes ausgewiesen: 
- Wesentlicher Schutzzweck des Naturschutzgebietes ist die Erhaltung der größten noch zusammenhängenden feuchten Wiesenniederung in der Freiburger Bucht mit artenreichen Feuchtwiesen. Großseggenrieden, feuchten Hochstaudenfluren, Schilfröhricht, Feuchtwäldern und -gebüschen sowie randlich gelegenen trockeneren Wiesen als Lebensraum einer Vielzahl von zum Teil in ihrem Bestand bedrohten Tier- und Pflanzenarten in verschiedenen seltenen und gefährdeten Pflanzengesellschaften und Lebensgemeinschaften.
- Schutzzweck des Landschaftsschutzgebietes ist die Sicherung des Naturschutzgebietes vor Beeinträchtigungen aus der nächsten Umgebung sowie die Erhaltung der dortigen kleinflächig vorhandenen Wiesenstruktur.